# Willi Forst
Willi Forst, vlastním jménem Wilhelm Anton Frohs (7. dubna 1903 Vídeň – 11. srpna 1980 Vídeň), byl rakouský herec, zpěvák, režisér a scenárista. Byl představitelem žánru Wiener Film, zaměřeného na nostalgické hudební komedie vycházející z operetní tradice.
Od roku 1919 působil v divadle v Těšíně. V roce 1920 natočil první film. Ve filmu Café Elektric hrál po boku Marlene Dietrichové. Od roku 1925 působil v Berlíně a spolupracoval s Maxem Reinhardtem. Jako zpěvák natáčel pro společnost Odeon Records. V roce 1933 debutoval režijně filmem Tiše, lkají moje písně a v roce 1937 založil vlastní produkční společnost Willi Forst-Film.
Za druhé světové války uplatnil svůj vliv, aby pomohl nacisty pronásledovanému Oldřichu Novému.
V roce 1951 natočil film Hříšnice s Hildegard Knefovou v hlavní roli. Film vzbudil protesty katolické církve, protože hlavní hrdinkou byla prostitutka.
Hrál ve čtyřiceti šesti filmech a dvacet filmů režíroval. Kariéru ukončil v roce 1957. V roce 1968 obdržel Německou filmovou cenu.
Zemřel v roce 1980 a je pochován na hřbitově v 19. městském okrese, ve čtvrti Neustift am Walde, jež leží na severozápadním okraji rakouského hlavního města.